# Лур'є Самуїл Вікторович (видавець)
Самуїл Вікторович Лур'є (літературний псевдонім С. Страшунський; 1872, Київ — 1944) — російський видавець, засновник і головний редактор московського журналу «Синьо-Фоно», піонер російської кіножурналістики, діяч кіно.

## Біографія
В 1907 заснував у Москві журнал «Синьо-Фоно», присвячений «сінематограф, машинам, що говорить, і фотографії» (перший номер вийшов 1 жовтня 1907, видання тривало до травня 1918), публікувався в кожному номері журналу. В 1914 представляв журнал на першій міжнародній кінематографічної виставці в Гамбурзі.
Випустив довідники «Календар-сінематограф» на 1910-й і 1911-й роки, займався прокатом фільмів і представляв інтереси низки кінофірм. Був ініціатором першого з'їзду кінодіячів Росії (1911) і тоді ж намагався заснувати професійний союз кіномеханіків, відомий як «Центральне московське суспільство механіків-демонстраторів».
Після Жовтневого перевороту брав участь в організації «Союзу кінослужащих». У радянський час служив у підрозділах «Держкіно», «Межрабпом-Русь», «Совкіно» і на «Мосфільмі».
Проживав у Москві, за адресою Тверська-Ямська 1-а вулиця, 31-6. Член Московського товариства драматургів, письменників і композиторів (МОДП).
З 21 жовтня 1926 по 13 серпня 1937 був репресований як ворог народу (справа № 2102). Справа знищена.

## Сім'я
- Дружина — Роза Мойсеївна Хазанова.
  - Син — Віктор Самуїлович Лур'є, композитор, педагог і музичний критик, завідувач музичною частиною омського ТЮГу[4].